# Vienna House
Vienna House Hotelmanagement GmbH – przedsiębiorstwo hotelarskie z siedzibą w Wiedniu, prowadzące 33 hotele w 8 krajach pod 4 markami własnymi:
- Vienna House,
- andel’s,
- angelo,
- Vienna House Easy – hotele typu bed and breakfast.

## Vienna House w Polsce
W Polsce Vienna House prowadzi następujące hotele:
- andel’s Cracow,
- andel’s Łódź,
- angelo Katowice,
- Vienna House Amber Baltic Międzyzdroje,
- Vienna House Easy Chopin Cracow.